# Jean Kluger
Jean Kluger, né le 31 mars 1937 à Anvers (Belgique), de nationalité belge, est un compositeur, éditeur et producteur de musique. 
Il a composé pour de nombreux groupes depuis le début des années 1970, dont Bananarama, Gibson Brothers, Ottawan, Sheila et a collaboré avec de nombreux autres producteurs, notamment Daniel Vangarde.   

## Biographie
Jean Kluger naît à Anvers de Jacques et Adela Kluger et est l'aîné de leurs trois fils, Roland (homme d'affaires, notamment cofondateur avec Pierre Bellemare du télé-achat), et Ludovic. Jacques Kluger a été le premier véritable producteur de musique belge dans les années 1930,.
La carrière de Jean Kluger commence en 1957, lorsqu'il est engagé par World Music, la société d'édition musicale de son père, Jacques Kluger. Après la mort de ce dernier, survenue en 1963, il fonde l'année suivante sa propre société à Bruxelles, Les éditions Jean Kluger, et, à Paris en 1968, la société Bleu Blanc Rouge, avec sa femme Huguette Ferly.
Depuis le début des années 1970, il compose la musique de nombreux succès pour les marchés français, flamands et allemands, tant pour des artistes belges et français qu'internationaux, notamment Dalida, Ringo, Sheila, Petula Clark, ou encore Rika Zaraï, Nana Mouskouri et Claude François. 
En 1975, la société ROLAND KLUGER MUSIC (RKM) des frères Klüger ouvrent le studio Morgan, avenue Molière à Uccle. La technologie est importée de Londres : énorme console Cadac, possibilité de mixage « quadriphonique », et couplage des deux magnétos 3M 24 pistes pour pouvoir enregistrer 46 pistes.
L'exploitation se poursuit jusqu'en 1982. Ensuite, les frères Klüger revendent leurs parts à divers protagonistes parmi lesquels Philippe Borms, Jacques Lierneux (City Seven) et ISVR de Malines. Parmi les ingénieurs du son qui se sont succédé : Mike Butcher, Alan Ward, Philippe Delire, Christian van der Hofstadt, Robert van Hove.
Avec Daniel Vangarde, il compose tous les succès de La Compagnie créole, The Gibson Brothers et Ottawan. Il produit de nombreux artistes flamands, tels que Will Tura, Johan Verminnen, Marva, John Terra et Dana Winner.
Il crée avec Claude Bolling le groupe Les Parisiennes dont il édite cinquante œuvres. Il sera aussi l'éditeur du thème de Borsalino, écrit par Claude Bolling. 
Il produit l'album Le Monde fabuleux des Yamasuki dont sortira Aieaoa (en). Cette chanson est par la suite enregistrée dans différentes langues (swahili, anglais, créole antillais) par Black Blood (sous le titre A.I.E. (a Mwana), 1975), Bananarama (1981), les Gibson Brothers (1982), Ottawan (sous le titre A.I.E. Is My Song, 1982), La Compagnie créole (sous le titre A.I.E. (a Moun'la), 1987) et Verónica Castro (sous le titre La Revancha de Macumba. 1991),.
En 2016, Jean Kluger devient président de l'International Certificate for Piano Artists (ICPA), une fondation internationale pour promouvoir des jeunes pianistes talentueux.

## Œuvre

### Composition
- Will Tura	(la plupart des textes de Nelly Byl)
  - Vlaanderen mijn Land[10]
  - Ik mis je zo
  - De Mannen van de Nacht
  - Verboden Dromen
  - Angelina

- Marva

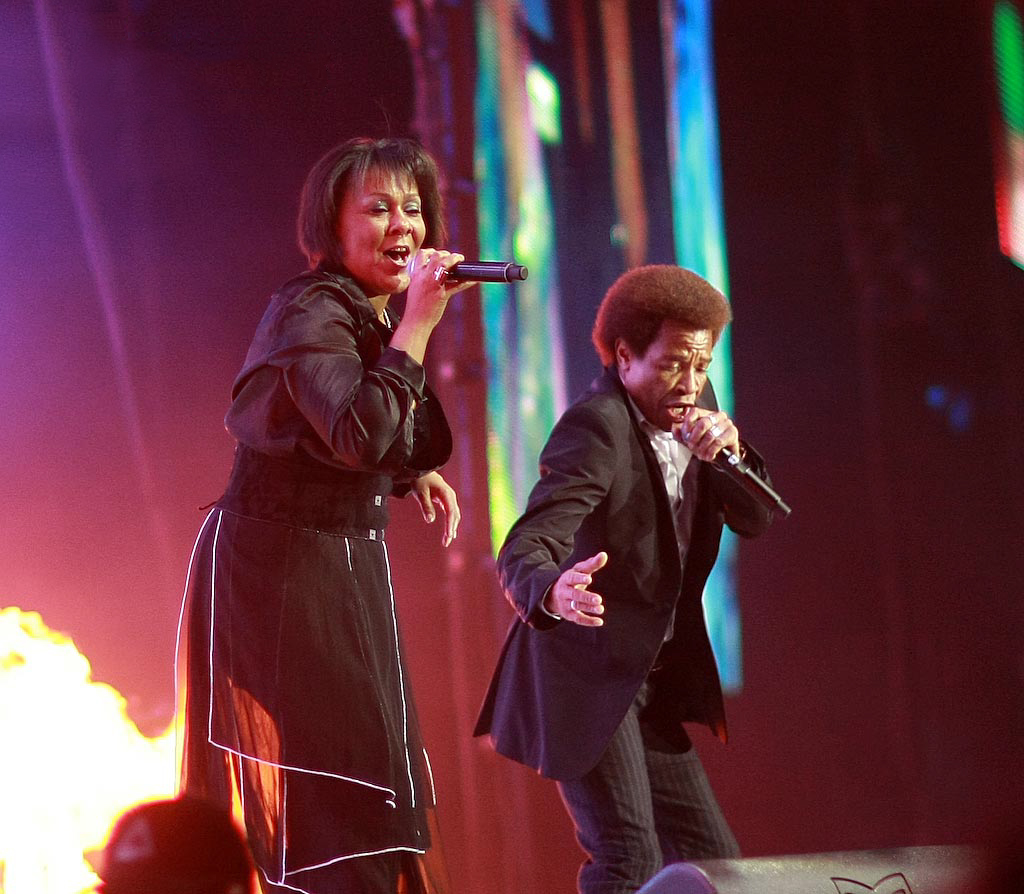
Ottawan à Moscou (en 2008).

  - Rode Rozen in de Sneeuw (texte de Nelly Byl)
- John Terra
  - Is er een ander tussen jou en mij (Jean Kluger/John Terra/Jan Nick)
- The Lovelets
  - Slow Love
- Ottawan (avec Daniel Vangarde)
  - 1979 : D.I.S.C.O.
  - 1980 : T'es OK, T'es bath, T'es in
  - 1981 : Hands Up (Give Me Your Heart) (en) / Haut les mains (Donne-moi ton cœur)

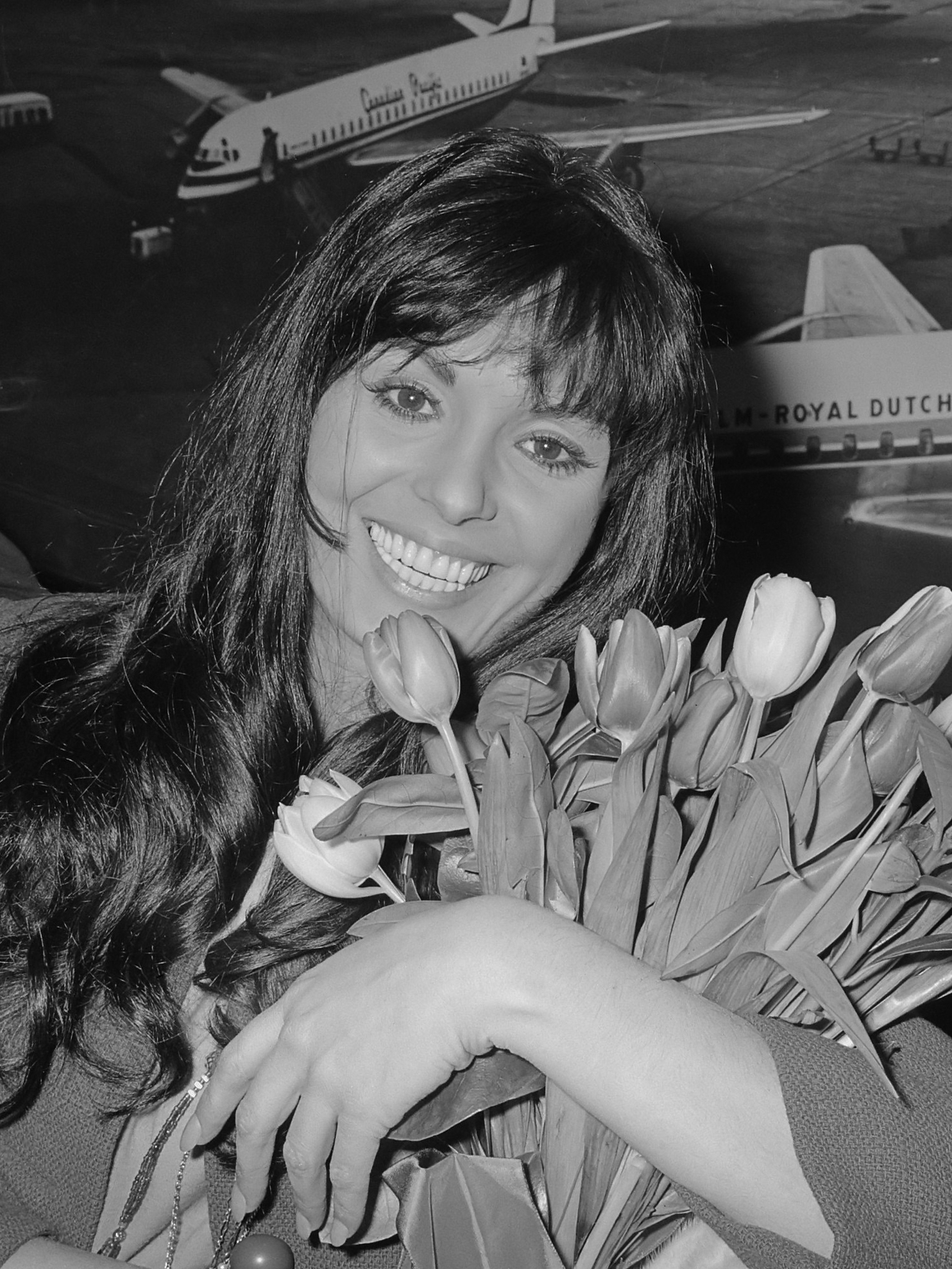
Daliah Lavi (1966).

- La Compagnie créole (avec Daniel Vangarde)

- C'est bon pour le moral
- Le Bal masqué
- Ça fait rire les oiseaux
- Vive le Douanier Rousseau
- Bons Baisers de Fort de France
- La Machine à danser
- Santa Maria De Guadeloupe
- Ma Première Biguine Partie 
- Collé Collé
- A.I.E  (A Moun'La)
- Et quarante autres chansons.

- The Gibson Brothers (avec Daniel Vangarde)
  - Cuba
  - Que Sera Mi Vida
  - et beaucoup d'autres.
- Paul Kuhn : Es gibt kein Bier auf Hawaii (1963, hit en Allemagne)
- Daliah Lavi : Liebeslied jener Sommernacht (1970, hit en Allemagne)

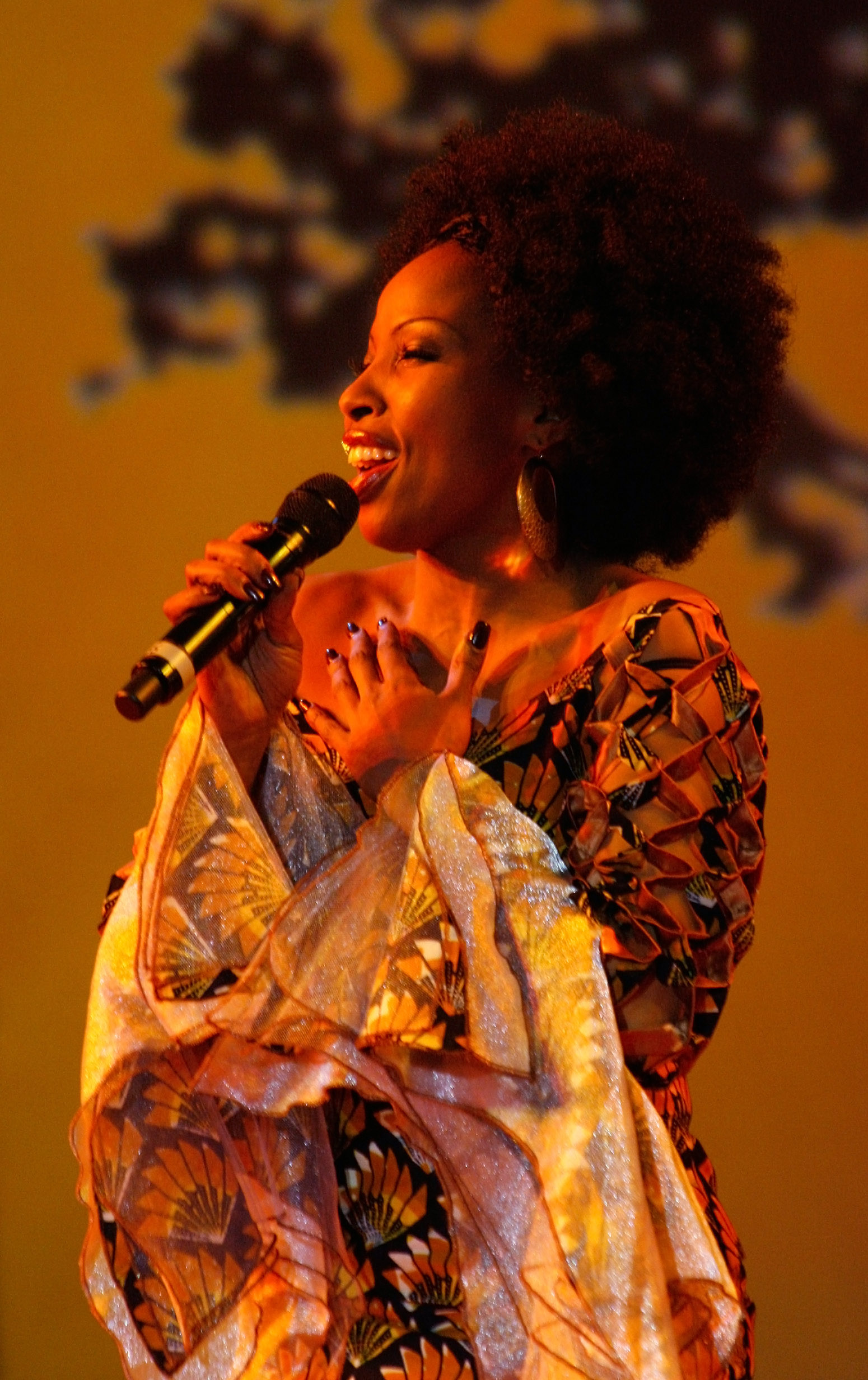
Velile (en 2010).

- Velile (de) et Safri Duo : Helele (en) (2010, hit en Allemagne)
- Willy Alberti/Claude François : De Glimlach van een Kind (Toi tu voudrais)
- Petula Clark : Tout le monde veut aller au ciel
- Rika Zaraï : Casatschok, Balapapa, Tante Agathe
- Dalida : Ma melo mélodie, Jouez bouzouki
- Sheila et Ringo : quelques dizaines de chansons

### Producteur
- Robert Cogoi : 10 albums
- Artistes flamands :
  - Will Tura : 50 albums
  - Johan Verminnen : 12 albums
  - Marva : 15 albums
  - Paul Severs : Geen wonder dat ik ween
  - Dana Winner : Op het dak van de wereld
  - John Terra : 3 albums
- Jess & James